# Poecilandra
Poecilandra es un género de plantas fanerógamas que pertenecen a la familia Ochnaceae.  Comprende 3 especies descritas y de estas, solo 2 aceptadas.

## Taxonomía
El género fue descrito por Louis René Tulasne y publicado en Annales des Sciences Naturelles; Botanique, sér. 3 8: 342. 1847. La especie tipo es:   Poecilandra retusa Tul.

## Especies aceptadas
A continuación se brinda un listado de las especies del género Poecilandra  aceptadas hasta mayo de 2014, ordenadas alfabéticamente. Para cada una se indica el nombre binomial seguido del autor, abreviado según las convenciones y usos: 
- Poecilandra pumila Steyerm.
- Poecilandra retusa Tul.